# Сороти

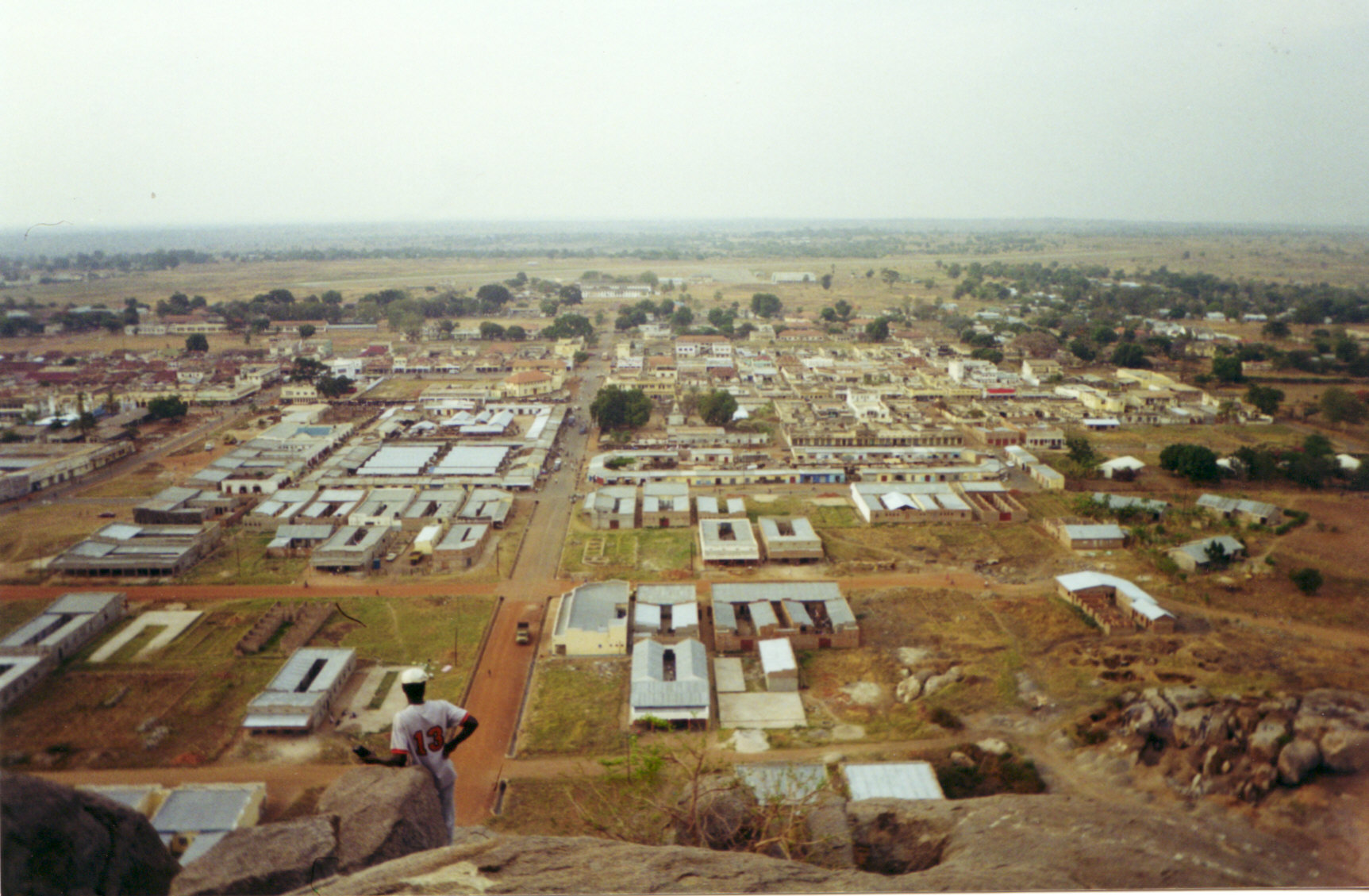
Вид на центр Сороти со скалы

Сороти (англ. Soroti) — город в Восточной области Уганды. Главный муниципальный, коммерческий и административный центр одноимённого района, одного из девяти административных районов Тесо.

## Расположение
Город расположен к северу от озера Кьога. Сороти находится примерно в 103 километрах к северо-западу от города Мбале — крупнейшего городского центра в восточном регионе Уганды и в 326 километрах к северо-востоку от Кампалы, столицы страны. Сороти находится на высоте 1130 м над уровнем моря.

## Численность населения
По данным национальной переписи населения 1969 года, население Сороти составляло 12 398 человек. В 1980 году население увеличилось до 15 048 человек. По данным следующей переписи, 1991 года, население Сороти составляло уже 40 970 человек. В августе 2014 года национальная перепись населения зафиксировала в городе уже 49 685 человек. Статистическое бюро Уганды (UBOS) оценило среднегодовую численность населения Сороти в 2020 году в 60 900 человек. В таблице ниже представлены данные в табличном формате.
| Год  | численность населения |
| ---- | --------------------- |
| 1969 | 12 398                |
| 1980 | 15 048                |
| 1991 | 40 970                |
| 2014 | 49 685                |
| 2020 | 60 900                |

## Образование
В Сороти находится главный кампус Университета Сороти — высшего учебного заведения, расположенного в пригороде Арапаи. В городе помимо прочего есть кампусы Университета Куми и Университета Кьямбого. Средняя школа Сороти — самая большая школа в Тесо.

## Транспорт
Сороти связан с Мбале и Лирой через асфальтированные дороги Тороро — Мбале — Сороти и Сороти — Доколо — Лира. Недавно построенная дорога Сороти — Катакви — Морото — Локитаньяла соединяет Сороти с Морото, городом на северо-востоке Уганды. По состоянию на июль 2020 года дорога Сороти — Амурия — Абим — Котидо всё ещё гравийная.
Сороти также обслуживается одноимённом аэропортом, который находится примерно в 3,5 км к северо-востоку от центрального делового района города.

## Достопримечательности и главные здания
В пределах Сороти расположены:
- Штаб-квартира администрации района;
- Офисы городского совета Сороти;
- Филиал Национальной кассы социального страхования;
- Региональная специализированная больница Сороти — государственная больница на 275 мест, находящаяся в ведении Министерства здравоохранения Уганды
- Главный кампус государственного высшего учебного заведения Университета Сороти
- Teso College Aloet — средняя школа-интернат
- Больница Лвала Сороти — негосударственная больница на 135 мест, находящаяся в ведении епархии Сороти;
- Солнечная электростанция Сороти — частная солнечная электростанция, мощностью в 10 МВт
- Скала Сороти;
- Центральный рынок Сороти;
- Епархия Сороти;
- Шоссе Тороро — Лира — Камдини, которое проходит через центр города в северо-западном или юго-восточном направлении[12].

В Сороти также находится фабрика по переработке фруктов Сороти — предприятие Корпорации развития Уганды и Кооперативного союза производителей тропических фруктов Teso. Здание построено при поддержке Корейского агентства международного сотрудничества, открыто в апреле 2019 года.